# Tadeusz Chabrowski
Tadeusz Marcin Chabrowski (ur. 11 listopada 1934 w Złotym Potoku k. Częstochowy, zm. 22 grudnia 2016 w Nowym Jorku) – polski poeta, były duchowny katolicki.

## Życiorys
Urodził się w 1934 roku w Złotym Potoku, jako syn pracownika kolejowego Edmunda Chabrowskiego i Stanisławy z Nowaków. Jego brat Stefan (zm. 2014) był malarzem.
W młodości mieszkał z rodziną w Częstochowie, uczył się tam w Gimnazjum im. Henryka Sienkiewicza. Małą maturę zdał w 1951 r., po czym wstąpił do nowicjatu zakonu paulinów w Żarkach i kontynuował naukę w szkole średniej w Seminarium Ojców Paulinów na krakowskiej Skałce. Studiował filozofię tomistyczną i teologię w Instytucie św. Pawła Pierwszego Pustelnika w Krakowie. 28 sierpnia 1958 roku w Zakonie Ojców Paulinów na Jasnej Górze w Częstochowie obrał imię Wacław. Święcenia kapłańskie otrzymał w 1960 r.
W 1961 r. wyjechał do USA, oddelegowany do amerykańskiej prowincji paulinów w Doylestown. W tym czasie wydawał polsko-amerykański miesięcznik „Jasna Góra”. Następnie studiował na Wydziale Filozofii Uniwersytetu Katolickiego w Dublinie (1965–1966), oraz polonistykę na Polskim Uniwersytecie na Obczyźnie w Londynie. Przez rok (1965) redagował polskie pismo wychodzące w Londynie – „Gazetę Niedzielną”.
W 1967 r. wystąpił z zakonu, wstępując w związek małżeński. W latach 1969–1970 był nauczycielem religii, łaciny i literatury we Friends Academy College (Pensylwania), a następnie doktorantem Uniwersytetu Temple w Filadelfii (religia i kultura współczesna; 1971; stopień „Master of Arts” w zakresie kulturoznawstwa). Był stypendystą Fundacji Kościuszkowskiej (1972), studiując m.in. podyplomowo literaturę i filozofię na Uniwersytecie Warszawskim. Kontynuował studia w zakresie socjologii na Fordham University w Nowym Jorku (1975–1976; stopień: „Bachelor of Science”), oraz optykę w New York City Technical College (1990–1997). Od 1983 r., wspólnie z żoną wydaje miesięcznik pt. „The Voice. Polish-American Media”. W 1998 r. powstał film dokumentalny o pisarzu w reżyserii Józefa Gębskiego pt. „Nostalgia Brooklynu”.

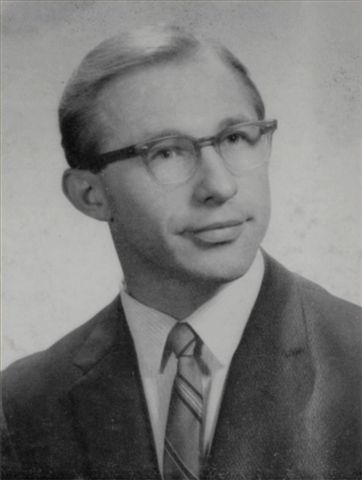
Tadeusz Chabrowski, USA, początek lat 70. (z archiwum pisarza)

Debiutował w 1960 r. wierszami na łamach „Tygodnika Powszechnego”, a pierwszy tomik wydał w 1964 r. w Londynie. Publikował również m.in. w „Nowym Wyrazie”, „Więzi”, w paryskiej „Kulturze”, londyńskich „Wiadomościach”, „Kontynentach-Nowym Merkuriuszu”, „Oficynie Poetów”, „Akcencie”, „Przeglądzie Katolickim”, irlandzkim „The Leader” i amerykańskim „The Polish Review”, „New horizon”, „Greenpoint Gazette”. Jego wiersze w tłumaczeniu na język niemiecki ukazały się w antologii Karla Dedeciusa pt.: Lyrisches Quintett (Suhrkamp Verlag 1992). Istnieją także dwa nagrania jego poezji na kasetach magnetofonowych: Madonny (wyk. Danuta Michałowska, Andrzej Frycz) oraz Wracamy do kraju (wyk. Piotr Fronczewski, Wacław Szklarski).
Był członkiem: Centrum Polsko-Słowiańskiego w Nowym Jorku (od 1973 r., w tym prezes w latach 1998–1999), Związku Pisarzy Polskich na Obczyźnie (od 1983 r.), Polish American Media Incorporation (od 1994 r., w tym prezes od 1996), Polskiego Instytutu Naukowego w USA (od 1994 r.), Pulaski Association of Business and Profesional Men (od 1995 r., w tym wiceprezes w latach 1997–1999), Kongresu Polonii Amerykańskiej (od 1996 r.), Stowarzyszenia Pisarzy Polskich (od 1990 r.) i Polskiego PEN-Clubu (od 2000 r.) oraz Komitetu Parady Gen. Pułaskiego w Nowym Jorku (od 2000 r., w tym wiceprezes od 2001 r.).
Był laureatem szeregu nagród, m.in.: Nagrody im. Z. Polkowskiej-Szkaradzińskiej w konkursie emigracyjnego pisma „Kontynenty”, Nagrody Fundacji Kościelskich w Szwajcarii z 1965 (za tom Lato w Pensylwanii) i 1971 roku (za współautorstwo antologii Słowa na pustyni) – amerykańskiej nagrody World of Poetry Press (1990), Nagrody Prezydenta Miasta Częstochowy z 1993 r. Za tom „Poezje wybrane”, który ukazał się nakładem Ludowej Spółdzielni Wydawniczej w Warszawie w roku 2009 został uhonorowany nagrodą literacką Włady Majewskiej za rok 2011, przyznawaną przez Związek Pisarzy Polskich na Obczyźnie. Pomimo prób spowodowania kontrowersji wokół nagrody przez Cenckiewicza i oskarżania poety o współpracę ze Służbą Bezpieczeństwa nagroda została mu przyznana, a IPN nie potwierdził, by jego nazwisko kiedykolwiek znajdowało się na liście tajnych współpracowników.
W 2010 r. napisał pierwszą powieść – Skrawki białego habitu.
20 września 2016 roku w trakcie spotkania w siedzibie Radia Lublin Tadeuszowi Chabrowskiemu wręczony został medal Wschodniej Fundacji Kultury „Akcent”, którym wcześniej wyróżniano wybitnych twórców i osoby zasłużone dla życia kulturalnego. Dotychczas laureatami medalu byli m.in.: Ryszard Kapuściński, Jerzy Bartmiński, Wacław Oszajca, Dmytro Pawłyczko, prof. Irena Sławińska, Hanna Krall, Wiesław Myśliwski, Bohdan Zadura.
Znaczna część jego archiwum znajduje się w Archiwum Emigracji w Toruniu.
Zmarł na Manhattanie 21 grudnia 2016

## Twórczość poetycka
- Lyrical and Descriptive Poems (odbitka z „the Polish Reviev”; tł. J. Zwolska Sell; Nowy Jork 1964)
- Madonny (jako Wacław T. Chabrowski; Oficyna Poetów i Malarzy, Londyn 1964, 1965; Michalineum 1990)
- Lato w Pensylwanii (jako Wacław T. Chabrowski; Oficyna Poetów i Malarzy, Londyn 1965)
- Słowa na pustyni. Antologia współczesnej poezji kapłańskiej (współautor; opr. ks. Bonifacy Miązek; Oficyna Poetów i Malarzy, Londyn 1971);
- Drzewo mnie obeszło (Ludowa Spółdzielnia Wydawnicza opracowanie graf. Stefan Chabrowski 1973)
- Wiersze (Wydawnictwo Literackie, 1975)
- Drewniany rower (druk bibliofilski w nakładzie 150 numerowanych egz.; oprac. graf. Katarzyna Czerpak; Polander Press, Brooklyn, Greenpoint, N.Y., 1988)
- Panny z wosku (rys. Zofia Kopel-Szulc; wybór i nota o autorze Anna Bernat; Norbertinum, 1992, ISBN 83-85131-25-6; wyd. 2: Norbertinum 1994; wyd. 3: Norbertinum 1998, ISBN 83-86837-87-X; Biblioteka „Akcentu”, t.2; również wyd. angielskie pt.: Waxen maiden, Norbertinum 1998, ISBN 83-86837-88-8)
- Nowy drewniany rower (rys. Zofia Kopel-Szulc; Norbertinum, 1993; ISBN 83-85131-48-5)
- Miasto nieba i ziemi (OPK Gaude Mater, Częstochowa 1994)
- Gałąź czasu/Branch of time (il. Janusz Kapusta; tł. z pol. John Thomas; Redakcja Wydawnictw Katolickiego Uniwersytetu Lubelskiego, 1996; ISBN 83-228-0508-X)
- Zakwitnę wieczorem (il. Rafał Olbiński; Wojewódzki Ośrodek Metodyczny, Częstochowa 1996; ISBN 83-86894-55-5)
- Kościół pod słońcem (il. Rafał Olbiński; Norbertinum 1998; ISBN 83-86837-92-6)
- Zielnik Sokratesa (rys. i oprac. graf. Zbigniew Jóźwik; Wydawnictwo Akademii Rolniczej, Lublin 2005; ISBN 83-7259-129-6; wznowienie Mamiko 2012, ISBN 978-83-60224-83-0)
- Muzy z mojej ulicy (ilustr. Maria Dziopak; Norbertinum 2006; ISBN 83-7222-230-4)
- Dusza w klatce (OPK Gaude Mater 2006)
- Mnisi czyli nierymowane strofy o cnotach (ilustr. Zbigniew Jóźwik; Norbertinum 2008, ISBN 978-83-7222-344-9)
- Poezje wybrane (wybrał i opracował Piotr Sanetra; wstęp: Izabela J. Bożek; Ludowa Spółdzielnia Wydawnicza 2009, ISBN 978-83-205-5427-4)
- Skrawki białego habitu (powieść; Ludowa Spółdzielnia Wydawnicza 2010, ISBN 978-83-205-5452-6)
- Wybór Wierszy (Ludowa Spółdzielnia Wydawnicza 2009, ISBN 978-83-205-5427-4)
- Magister Witalis (Ludowa Spółdzielnia Wydawnicza 2011, ISBN 978-83-205-5488-5)
- Białe nieszpory (powieść; Norbertinum 2012, ISBN 978-83-7222-474-3)
- Vermont (wiersze, posłowie Izabela Barry; Mamiko 2013, ISBN 978-83-63906-18-4)
- „Shreds of a Monk's Robe” (novel, translated by Albert Juszczak;  Bayberry Books 2014, ISBN 0-9892133-5-8, ISBN 978-0989213356)